# Біла Русь

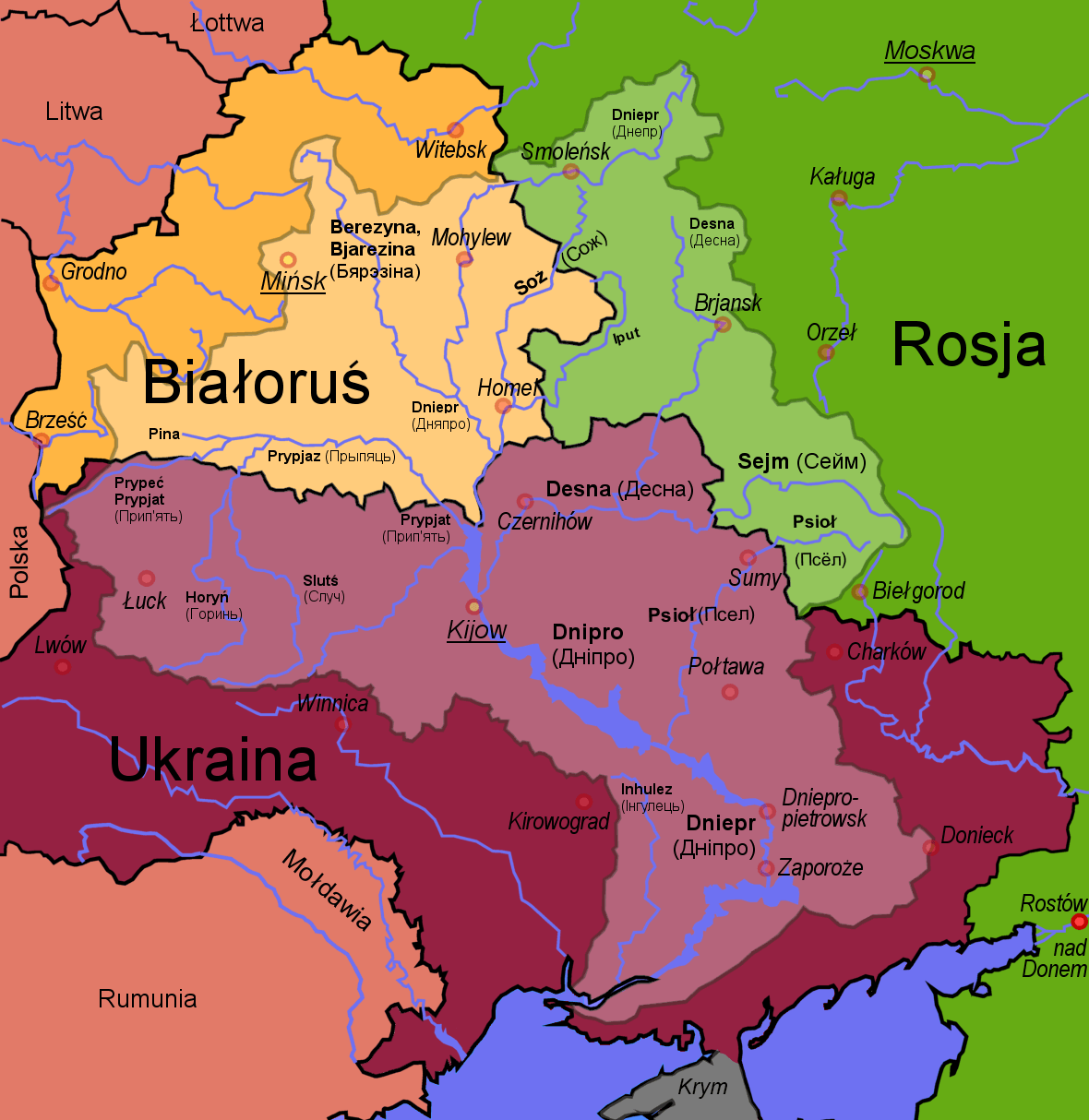
Мапа басейну Дніпра

Біла Русь (біл. Белая Русь, пол. Ruś Biała) — географічна назва, що використовувалась переважно в західноєвропейському науковому середовищі щодо різних регіонів колишньої Київської Русі.
Білу Русь (лат. Alba Russia, Ruthenia), починаючи з XV ст. і до XVII ст., європейські картографи відносили переважно до земель, що належали Великому Новгороду або Московському князівству. Однією з найпізніших карт «Russie Blanche ou Moscovie…» з позначенням Росії як Білої Русі є карта 1748 року з атласу французького географа Жіля Робера-де-Вогонді. 1472 року, з втратою незалежності Новгорода, європейці переносять назву Біла Русь на Московську державу. Близько 1255—1260 рр. «Incipiunt Descriptiones terrarum» вперше фіксує назву Alba Russia (щодо Новгородської республіки).
Історичний край, розташований в басейні верхньої частини Дніпра, між Птичем та Десною у верхній частині басейну річки Двіни; головні міста: Мінськ, Могильов, Полоцьк, Смоленськ, Новгород, Москва, Вітебськ і Мстислав.

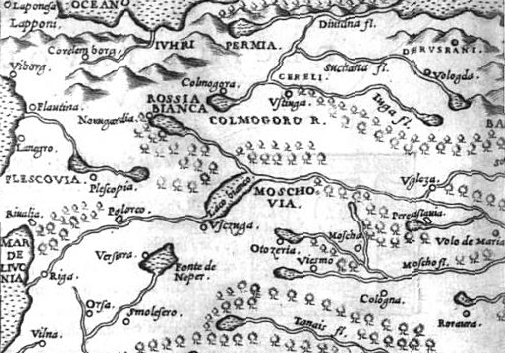
Біла Русь (Rossia Bianca) в районі Новгорода і Холмогор з карти Дж. Рушелли, 1561

## Історія
До 1084 року входить до складу Київської Русі, після залежне князівство. Починаючи з XIII—XIV століття під владою Великого князівства Литовського, з 1569 року до розподілу у складі Речі Посполитої, а потім частина Російської Імперії.

## Назва
Частина Русі в старих авторів називалася Сарматією Азійською (лат. Sarmatia asiatica) на відміну від Русі, яка належала до Польського Королівства і називалася Сарматією Європейською. Пізніше цю Сарматію Азійську називали Чорною Русю і нові автори називали її Московією. Кордон проходив до витоків Дніпра (біля Смоленська) та Дону (біля Новомосковська, Тульської обл.). Власне Польща називалася в ті часи — Вандалія. Біла Русь обмежувалася — Великим Князівством Литовським. І до Червоної Русі, яка власне Королівською називалася, входили: Київщина, Волинь, Поділля, Брацлавщина, Холмщина, Белзька та Галицька землі, Львівська земля, яка називалася також Малою Русю або Південною Русю (лат. Russia Australis), сюди входило також місто Ярослав.

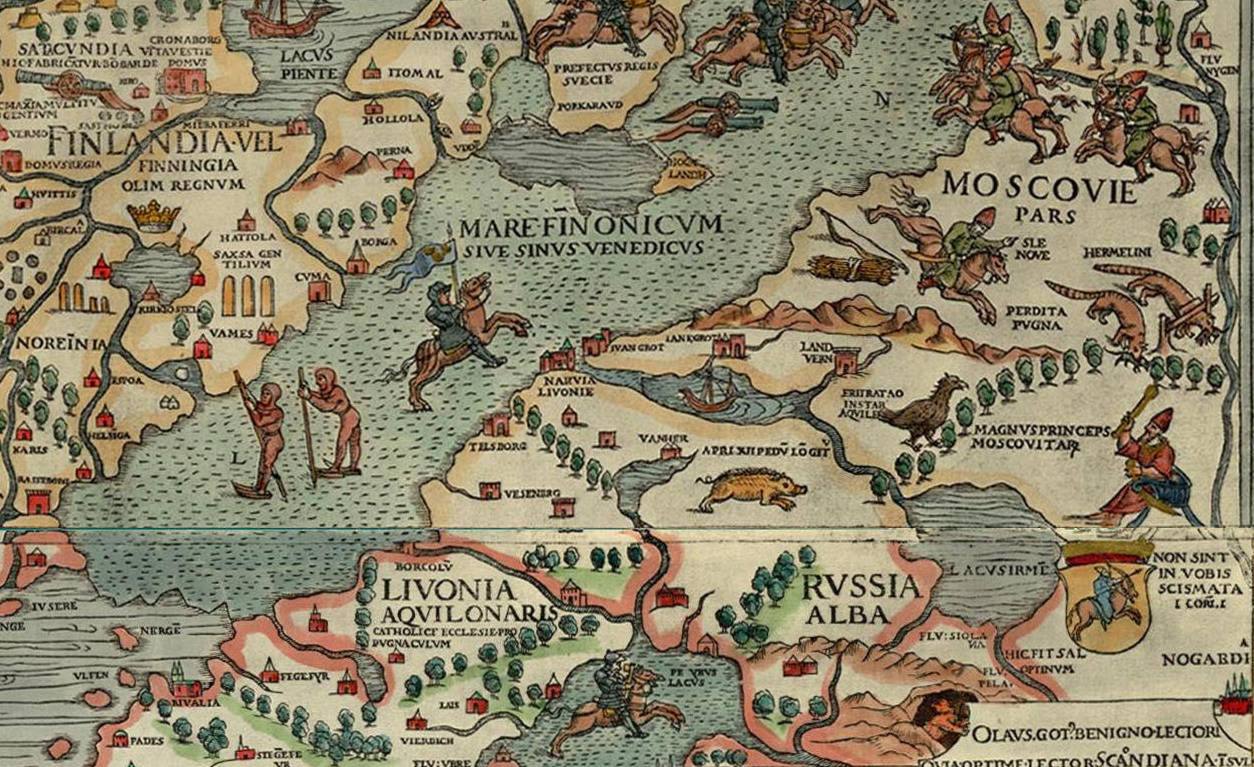
Біла Русь (Russia Alba) коло озера Ільмень (Lacus Irmen). Фрагмент мапи Carta Marina, 1539

Біла Русь (лат. Russia Alba, Ruthenia Alba, фр. la Russie blanche, грец. Λευκορωσ(σ)ία) — спочатку штучна географічна назва, що використовувалась переважно в західноєвропейському науковому середовищі щодо різних регіонів Східної Європи (Русі).
У XII—XVII століттях «Біла Русь» — переважно назва земель Північно-Східної Русі у західноєвропейських джерелах. Щодо сучасної території Білорусі вживання терміна «Біла Русь» вперше зафіксовано в XIII столітті[джерело?].
З XVI століття термін «Біла Русь» стає широко вживаним для позначення земель, які відносяться до сучасних білоруських регіонів Подвіння і Подніпров'я (відповідало регіону «Русь» у ВКЛ).
Починаючи з XIX ст. — загальноприйнята назва всіх територій, які тодішня етнографія відносила до білоруських, а також — у формі Білорусь — національне самоназва, прийняте ідеологами білоруського національного руху наприкінці ХІХ ст.

## «Біла Русь» на географічних картах
Генрікум Мартеллус Германус у період між 1489 і 1492 роками видав щонайменше дві карти світу. Russia Alba (Біла Русь) на одній із них (карта 1489 р.) міститься на північ від Кримського півострова, між Дніпром і якоюсь безіменною річкою, що впадає в Азовське море на захід від гирла Дону. Створена тим же автором незабаром після 1491 року версія Айхштетської карти (що зберігається в флорентійській Bibliotheca Nazionale), на відміну від оригіналу, показує Russia inferior sive Alba (тобто Русь Нижню або Білу) на північному березі Чорного моря.